# Cerquina
Cerquina, Zerquina o Czerquina (in croato Crkvina) è un piccolo isolotto della Croazia, dell'arcipelago delle isole Elafiti, situato di fronte alla costa dalmata, a sud est della penisola di Sabbioncello e a nord-ovest di Ragusa (Dubrovnik). Amministrativamente, appartiene alla città di Ragusa nella regione raguseo-narentana.

## Geografia
Cerquina è situato a nord dell'isola Liciniana, a soli 100 m di distanza dalla sua costa. È separato dalla costa dalmata dal canale di Calamotta (Koločepski kanal) e si trova a sud-ovest di Slano. L'isola ha una forma irregolare con una punta che si allunga a nord-nord-ovest; ha una superficie di 0,1 km², lo sviluppo costiero è di 1,5 km e l'altezza 70,8 m s.l.m..

### Isole adiacenti
- Taian, a nord-ovest.
- Isola Liciniana (Jakljan), a sud.
- Isolotto Nudo[3] o Golech[6][7][8] (Goleč), piccolo scoglio di forma allungata, 440 m a sud-est; ha un'area di 3010 m²[10] 42°45′00″N 17°49′11″E.

### Cartografia
- (HR) Mappa topografica della Croazia 1:25000, su preglednik.arkod.hr. URL consultato il 27 febbraio 2017.
- G. Giani, Carta prospettiva delle Comuni censuarie della Dalmazia, foglio 12, 1839. Fondo Miscellanea cartografica catastale, Archivio di Stato di Trieste.
- Carta di cabottaggio del mare Adriatico, foglio XI, Milano, Istituto geografico militare, 1822-1824. URL consultato il 25 aprile 2021 (archiviato dall'url originale il 13 aprile 2013).